# Sarah Jezebel Deva
Sarah Jane (née le 25 février 1977 à Forest Gate, East London, Angleterre) est une chanteuse et compositrice, plus connue sous son nom de scène Sarah Jezebel Deva. Elle a été la choriste du groupe Cradle of Filth durant 14 ans avant de créer son propre groupe, Angtoria. En 2009, elle a commencé un projet solo portant son nom. Le premier album A Sign of Sublime a été publié en février 2010. Le deuxième album, intitulé The Corruption of Mercy, est sorti en juin 2011 sous le label Listenable Records.

## Enfance
Sarah a grandi à East Ham, Londres et a 2 demi-sœurs et 3 demi-frères. Elle dévoile volontiers son enfance difficile et turbulente, qui l'a fait quitter son foyer quand elle avait 9 ans. Elle a été placée de famille d'accueil en famille d'accueil jusqu'à ce qu'elle parte vivre avec sa marraine. C'est cette dame qui a influencé sa vie et qui a mis Sarah sur la voie de la musique.

## Carrière
La carrière de Sarah a débuté à l'âge de onze ans au Queen's Theatre, Hornchurch, Essex. "Summertime" a été sa première participation dans un groupe de scène et totalement improvisée, elle a joué une fois de plus à l'âge de treize ans. Sarah a continué à écrire ses propres textes et, plus tard enregistré une démo sur la 8 pistes de ses amis. Le premier groupe qu'elle a auditionné était à St Albans, Angleterre quand elle avait 16 ans. Il s'agissait d'un projet parallèle qui a comporté des membres du groupe britannique Zodiac Mindwarp. L'audition s'est bien passée mais elle n'est pas entrée dans le groupe. Sa deuxième audition a été pour le groupe de punk appelé Mad Dog, dans lequel l'audition a été un succès et elle est devenue cochanteuse. Elle n'a fait qu'un concert avec le groupe, à Tunbridge Wells, Kent, en soutenant le légendaire groupe punk 999. En décidant que le punk n'était pas pour elle, elle a quitté Mad Dog et est allée à la recherche de quelque chose d'autre. Une de ses amies avait des liens avec Cradle of Filth, qui étaient à leur début à l'époque et avaient tout juste sorti leur premier album. Paul et Dani ont rencontré Sarah lorsqu'elle avait 16 ans, à son lycée et ont semblé impressionné par elle.

## Projet solo
En 2009, Sarah a commencé son projet solo portant son nom avec Ken Newman et signé un contrat avec une petite maison de disques britannique. Il a fallu une éternité à Sarah pour que ce projet se concrétise, alors qu'elle quittait Cradle of Filth et le Royaume-Uni et déménageait à Melbourne pour six mois. À son retour au Royaume-Uni en 2010, Sarah a finalement terminé l'album. Elle a rencontré beaucoup de difficultés en raison de fichiers musicaux manquants, ainsi que pour l'édition de l'album, mais A Sign of Sublime est sorti le 15 février 2010. Une tournée en Europe et au Royaume-Uni a suivi y compris une représentation au Metal Female Voices Festival.
Après divers problèmes avec le label, Sarah a quitté la maison de disques et a uni ses forces avec Dan Abela (il possède le Studio Escape Route, a mixé A sign of Sublime et tenté de sauver cet album de la pagaille de production). Sarah et Dan ont commencé à écrire ensemble et ont décidé d'écrire The Corruption of Mercy. Ils sont allés à la recherche d'un bon label, professionnel et digne de confiance et ont fini par signer un contrat de trois albums avec le label Listenable Records en mars 2011.
Le line-up pour le groupe est :
Dan Abela - guitare
AblaZ (Gods Army) - bass
Jamie Abela - batterie
Jonny Gray - guitare

## Discographie

### Carrière solo
- A Sign of Sublime (2010)
- The Corruption of Mercy (June 20th 2011-Release Date)

### Mad Dog
- Howling at the Moon (1993)

### Cradle of Filth
- Vempire or Dark Faerytales in Phallustein (1996)
- Dusk... and Her Embrace (1996)
- Cruelty and the Beast (1998)
- From the Cradle to Enslave (1999)
- Midian (2000)
- Bitter Suites to Succubi (2001)
- Heavy Left-Handed and Candid (2001)
- Lovecraft & Witch Hearts (2002)
- Live Bait for the Dead (2002)
- Damnation and a Day (2003)
- Peace Through Superior Firepower (2005)
- Thornography (2006)
- Godspeed On The Devil's Thunder (2008)

### Covenant
- Nexus Polaris (1998)

### Tulus
- Mysterion (1997)

### Therion
- Vovin (1998)
- Crowning of Atlantis (1999)
- Live in Midgård (2002)
- Celebrators of Becoming (2006)

### Graveworm
- Underneath the Crescent Moon (1998)

### Mortiis
- The Stargate (1998)
- The Smell of Rain (2001)

### Mystic Circle
- Infernal Satanic Verses (1999)

### The Gathering
- Black Light District (2002)

### Mendeed
- From Shadows Came Darkness (2004)

### Angtoria
- God Has a Plan for Us All (2006)

### Creation's Tears
- Methods To End It All (2010)

### Torn between two words
Ep (2022)

### Divers
- Emerald / A Tribute to the Wild One (Thin Lizzy tribute) (2003) (Southbound with Therion)
- The Lotus Eaters (Dead Can Dance tribute) (2004) (The Wind That Shakes the Barley)